# Bank of Nagoya
Bank of Nagoya (名古屋銀行?) (Borsa di Tokyo: 8522 ), conosciuta anche con il nome di Meigin, è un istituto di credito giapponese.

## Sedi e filiali
La banca conta 111 filiali in territorio nazionale, la maggior parte delle quali è situata nella regione di Aichi (105, includendo le 55 situate a Nagoya). Sono state aperte inoltre due filiali in Cina, aventi sede a Nantong e Shanghai.

## Principali azionisti
- Sumitomo Mitsui Financial Group - 5,03%
- Japan Trustee Services Bank - 4,48%
- Nippon Life Insurance Company - 3,54%
- Meiji Yasuda Life Insurance Company - 3,39%
- Bank of Nagoya Employees' Shareholding Association - 3,24%
- Sumitomo Trust and Banking - 2,84%
- Sumitomo Live Insurance - 2,51%
- The Master Trust Bank of Japan - 2,33%
- Mitsui Sumitomo Insurance - 2,19%
- Mizuho Trust & Banking - 2,16%

## Sport
Nel periodo immediatamente successivo alla propria fondazione, l'azienda includeva un circolo calcistico che partecipò a sei delle prime sette edizioni della Japan Soccer League (tra cui la prima, disputatasi nel 1965). La squadra cessò la propria attività al termine della stagione 1971, con gran parte dei giocatori trasferiti al neocostituito Eidai Sangyo Soccer Club.